# Sylvia Bodnár
Sylvia Bodnár (Hengelo, 23 juni 1946 – Utrecht, 21 mei 2010) was een Nederlands feministisch boekverkoper, vertaler en uitgever, radiopresentator en lesbisch icoon van Hongaarse komaf. 
Haar Hongaarse ouders waren individueel als kinderen na de Eerste Wereldoorlog in Nederlandse pleeggezinnen terecht gekomen via het Centrale Comité voor Hongaarsche vakantiekinderen en het Internationale Rode Kruis. Zij ontmoetten elkaar in Nederland, trouwden en kregen vier kinderen. Sylvia was de jongste en haar ouders gingen in de jaren 1950 uit elkaar. Haar moeder kraakte een huis een voedde de kinderen alleen op. Sylvia Bodnár had een sterke hang naar haar Hongaarse achtergrond en toen ze in de jaren 1960 ging studeren aan de Universiteit Utrecht vond ze een hoogleraar bereid mede vorm te geven aan de nieuwe studie Hongaarse letterkunde. In 1965 werd uitgebreid over een verslag van haar reis naar Hongarije gepubliceerd in het Algemeen Dagblad.
Bodnár werd als vanzelfsprekend lesbisch genoemd. Dit was ze openlijk zonder het te benadrukken. Medio jaren 1960 reageerde ze op een contactadvertentie van schrijfster C.I. Desseur die een van haar eerste liefdes werd. Desseur, die publiceerde onder het pseudoniem Andreas Burnier, beschreef haar als de Hongaarse immigrante Marty Kotal in het verhaal Volgend jaar in Jeruzalem uit de in 1967 verschenen verhalenbundel De verschrikkingen van het noorden. Ze had ook (korte) relaties met de eigenaresse van de Amsterdamse lesbische nachtclub Homolulu en de Engelse zangeres Dusty Springfield die begin jaren 1970 bij haar in Utrecht woonde. 
In 1975 opende Sylvia Bodnár met haar toenmalige geliefde Dorelies Kraakman in Utrecht het eerste vrouwencafé in Nederland De Heksenketel met daarbij vrouwenboekhandel De Heksenkelder (in 1984 hernoemd naar Savannah Bay). Dit kreeg nationaal en internationaal aandacht. Eind jaren 1970 was hun relatie over en verlieten beiden De Heksenketel. Kraakman ging naar Amsterdam en Bodnár begon uitgeverij Vrouw Holle. Hierin gaf ze werken uit van met name Hongaarse, maar ook uit andere midden en oost Europese landen, vrouwelijke schrijfsters waarbij zij ook zelf voor vertalingen zorgde.
In 1979 werd Bodnár vrij plotseling een lesbisch icoon in Nederland toen zij model stond in de fotoroman De Vriendin - Haar liefde stond op het spel van Mieke van Kasbergen, Pamela Pattynama en Nan Kooijman (fotografie) die opgenomen was in het radicaal-lesbisch project het Lesbisch Prachtboek onder redactie van Maaike Meijer, Mieke van Kasbergen, Ineke van Mourik en Dorelies Kraakman. In de fotoroman portretteerde Bodnár de mooie Marga van Laarhoven die door Guusje, voorvrouw van een motorbende, als weddenschap versiert moest worden.
Bodnár ging in de jaren 1980 radio presenteren bij de KRO. Op Radio 5 presenteerde ze literaire programma's waaronder Lezen voor de lijst. Met Frits Bloemink presenteerde ze later het spirituele programma Ararat. Namens de KRO zat ze in de redactie van het literaire blad Nadruk, een samenwerking tussen KRO en NCRV en opvolger van het blad Literama. Na het stoppen van Ararat in de jaren 1990 trok ze zich terug en legde zich toe op schrijven. Tot eind jaren 1990 woonde ze samen met journaliste Rémi van der Elzen. Een biografie van de Italiaanse filosoof en vrijdenker Giordano Bruno was in mei 2010 bijna voltooid toen ze getroffen werd door een hersenbloeding. Sylvia Bodnár stierf een paar dagen later op 64-jarige leeftijd.
- Digitale Bibliotheek voor de Nederlandse Letteren: bodn001
- International Standard Name Identifier: 0000 0003 8819 0138
- Virtual International Authority File: 281360618